# Іванов Юрій Петрович
Юрій Петрович Іванов (нар. 30 травня 1935) — український радянський діяч, новатор виробництва, директор шахти імені Калініна Донецького виробничого об'єднання з видобутку вугілля. Член ЦК КПУ в 1981—1990 р.

## Біографія
Освіта вища, гірничий інженер.
Пропрацював на підземних гірничих роботах 33 роки. Був гірничим інженером, заступником начальника дільниці шахти.
Член КПРС з 1966 року.
У 1979—1987 роках — директор шахти імені Калініна міста Донецька Донецького виробничого об'єднання з видобутку вугілля «Донецьквугілля».
Потім — на пенсії в місті Донецьку. З 2007 року очолював «Фонд пам'яті жінок, які відновлювали вугільні шахти Донбасу». 

## Нагороди
- ордени
- медалі
- повний кавалер знаку «Шахтарська Слава»
- заслужений шахтар Української РСР
- лауреат Державної премії Української РСР в галузі науки і техніки (1985)